# Satélites de Plutão
Plutão possui cinco satélites naturais conhecidos. O maior, Caronte, tem metade do diâmetro de Plutão, sendo assim o maior do Sistema Solar em comparação com o corpo que orbita. As outras quatro luas, Nix, Hidra, Cérbero e Estige são muito menores.

## História
O satélite mais próximo de Plutão, Caronte, foi descoberto por James Christy em 22 de junho de 1978, aproximadamente meio século depois de Plutão. As duas luas seguintes foram fotografadas pelo Pluto Companion Search Team do Telescópio Espacial Hubble em maio de 2005. Com as órbitas confirmadas, as luas receberam nomes definitivos: Hidra (Plutão III, anteriormente S/2005 P 1) e Nix (Plutão II, anteriormente S/2005 P 2). Os nomes foram escolhidos em parte para que suas letras iniciais fossem as mesmas da sonda New Horizons. Outras observações pelo Hubble foram feitas de fevereiro a março de 2006. A quarta lua, Cérbero, foi anunciada em julho de 2011, e Estige, a quinta lua, em 11 de Julho de 2012.
A possibilidade de anéis criados por impactos nas luas menores vai ser investigada pela sonda New Horizons em 2015, quando ela visitar o sistema de Plutão.

## Características

Tamanho e cores relativos do sistema de Plutão

O sistema de Plutão é altamente compacto: os cinco satélites conhecidos orbitam-no dentro dos 3% internos da região onde órbitas prógradas seriam estáveis.

Plutão e Caronte são considerados um planeta duplo porque Plutão e Caronte (que tem metade do diâmetro de Plutão) orbitam um ponto que está acima da superfície de Plutão, ou seja, o baricentro do sistema está em um ponto entre as superfícies de ambos. No sistema Plutão-Caronte há acoplamento de marés, o que significa que os dois corpos sempre apresentam o mesmo hemisfério um para o outro.

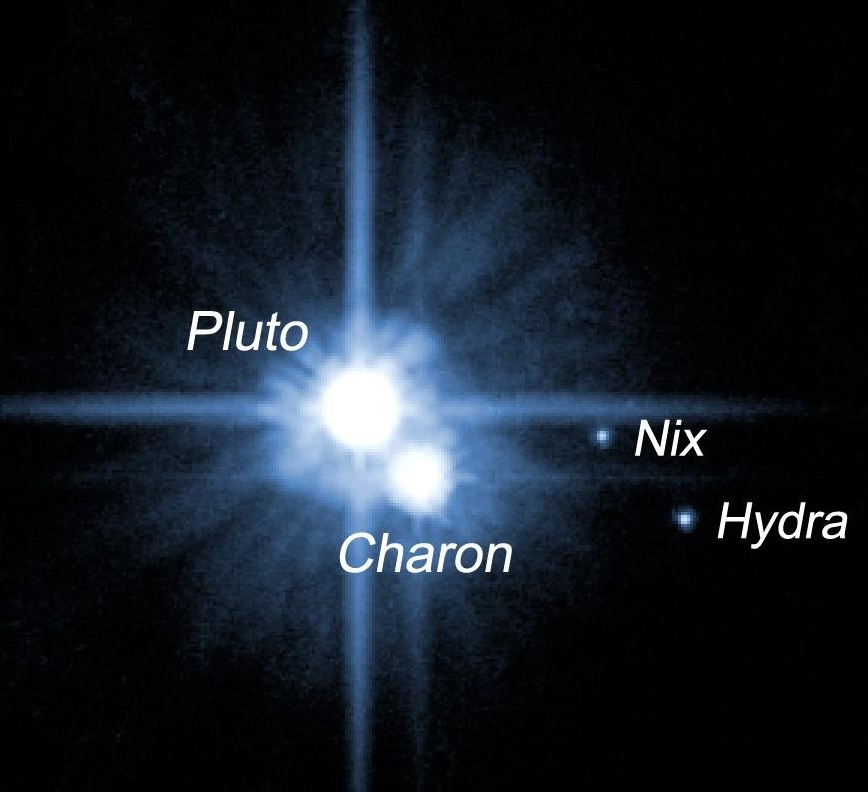
Imagem do sistema de Plutão obtida pelo Telescópio Espacial Hubble.

De acordo com recálculos recentes, as órbitas das luas são circulares e coplanares, com inclinações diferenciando menos de 0,4° e excentricidades menos de 0,005. Vistas da Terra, essas órbitas praticamente circulares aparecem alongadas em elipses dependendo da posição de Plutão.
Quando descoberto, Hidra era um pouco mais brilhante que Nix, e por isso pensava-se que Hidra era 20% maior que a outra lua, mas outras observações revelaram que as duas luas são praticamente do mesmo tamanho. É provável que a mudança no brilho se deva à curva de luz de Hidra, mas não se sabe se isso acontece devido à forma irregular ou a variações no brilho da superfície (albedo). O diâmetro dos objetos pode ser estimado a partir de seus albedos assumidos, que é de 35% assim como Caronte, mas as luas podem ter 130 km se elas tiverem o albedo 4% dos objetos do cinturão de Kuiper mais escuros. No entanto, dadas sua cor e similaridades química a Caronte, é provável que seus albedos sejam similares ao de Caronte e que seus diâmetros sejam próximos às estimativas mínimas.

## Origem
Suspeita-se que o sistema de satélites de Plutão foi criado por uma colisão massiva, semelhante ao "grande golpe" que se acredita ter criado a Lua. Em ambos os casos, os altos momentos angulares das luas só podem ser explicados por tal cenário. As órbitas quase circulares das luas menores sugerem que elas também foram formadas nessa colisão, em vez de serem objetos capturados do Cinturão de Kuiper. Isso e suas ressonâncias orbitais próximas com Caronte (veja abaixo) sugerem que eles se formaram mais perto de Plutão do que são atualmente e migraram para fora quando Caronte atingiu sua órbita atual. Sua cor cinza é diferente da de Plutão, um dos corpos mais vermelhos do Sistema Solar. Acredita-se que isso se deva a uma perda de voláteis durante o impacto ou coalescência subsequente, deixando as superfícies das luas dominadas pelo gelo de água. No entanto, tal impacto deveria ter criado detritos adicionais (mais luas), mas nenhuma lua ou anel foi descoberto pela New Horizons, descartando mais luas de tamanho significativo orbitando Plutão.

## Tabela
As luas de Plutão estão listadas por período orbital, do menor para o maior. Plutão foi adicionado para comparação.
Obs: virgulas e pontos (da tabela) no padrão inglês.
| Nome       | Nome     | Image | Diametro (km)      | Massa (×1019 kg) | Semi-eixo maior (km) | Período orbital (dias) | Ressonância orbital (relativa a Caronte) | Excentricidade | Inclinação (°) (para o equador de Plutão) | Magnitude visual (média) | Ano da descoberta |
| ---------- | -------- | ----- | ------------------ | ---------------- | -------------------- | ---------------------- | ---------------------------------------- | -------------- | ----------------------------------------- | ------------------------ | ----------------- |
| Plutão     | Plutão   |       | 2,376.6±3.2        | 1305±7           | 2,035                | 6.38723                | 1 : 1                                    | 0.0022         | 0.001                                     | 15.1                     | 1930              |
| Plutão I   | Caronte  |       | 1,212±1            | 158.7±1.5        | 17,536±3             | 6.38723                | 1 : 1                                    | 0.0022         | 0.001                                     | 16.8                     | 1978              |
| Plutão V   | Styx     |       | 16 × 9 × 8         | 0.00075          | 42,656±78            | 20.16155               | 1 : 3.16                                 | 0.00579        | 0.81±0.16                                 | 27                       | 2012              |
| Plutão II  | Nix      |       | 49.8 × 33.2 × 31.1 | 0.005±0.004      | 48,694±3             | 24.85463               | 1 : 3.89                                 | 0.00204        | 0.133±0.008                               | 23.7                     | 2005              |
| Plutão IV  | Kerberos |       | 19 × 10 × 9        | 0.0016±0.0009    | 57,783±19            | 32.16756               | 1 : 5.04                                 | 0.00328        | 0.389±0.037                               | 26                       | 2011              |
| Plutão III | Hidra    |       | 50.9 × 36.1 × 30.9 | 0.005±0.004      | 64,738±3             | 38.20177               | 1 : 5.98                                 | 0.00586        | 0.242±0.005                               | 23.3                     | 2005              |

### Modelo em escala do sistema Plutão

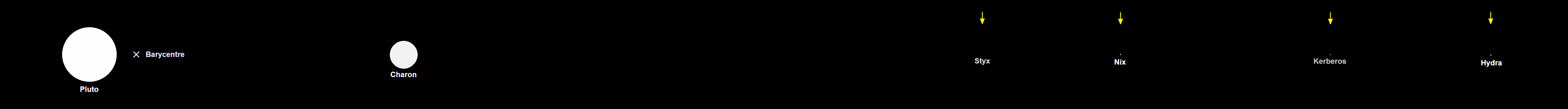
Plutão e suas cinco luas, incluindo a localização do baricentro do sistema. Os tamanhos e distâncias dos corpos estão em escala (clique na imagem para detalhes) .